# Pseudothonalmus woodleyi
Pseudothonalmus woodleyi là một loài bọ cánh cứng trong họ Cerambycidae.